# Emma Lord
Emma Lord é uma autora americana de romances no género de ficção para jovens adultos. Os seus romances são Tweet Cute, You Have a Match e When You Get the Chance. O seu romance de estreia, Tweet Cute, é uma releitura YA de You've Got Mail e foi listado na Cosmopolitan como um dos 100 melhores romances YA de todos os tempos. O seu segundo romance You Have a Match foi o Winter 2021 YA Pick for Reese 's Book Club. O seu romance mais recente, When You Get the Chance, foi inspirado em Mamma Mia! e conta a história de uma aspirante a actriz de teatro em busca da sua mãe depois de encontrar um registo no LiveJournal do seu pai.

## Obras
- Tweet Cute (2020)
- You Have a Match (2021)
- When You Get the Chance (2022)